# Objectif Lune
Pour les articles homonymes, voir Objectif Lune (film, 1967) et Objectif Lune (film, 2015).
Objectif Lune est le seizième album de bande dessinée des Aventures de Tintin. Sa prépublication dans les pages du journal Tintin se confond avec celle de l’album suivant, On a marché sur la Lune. C'est d'ailleurs uniquement sous ce dernier titre que l'aventure est présentée. 24 planches sont prépubliées du 30 mars 1950 au 7 septembre 1950 puis 93 autres du 9 avril 1952 au 30 décembre 1953. L’album paraît en 1953.

## Résumé

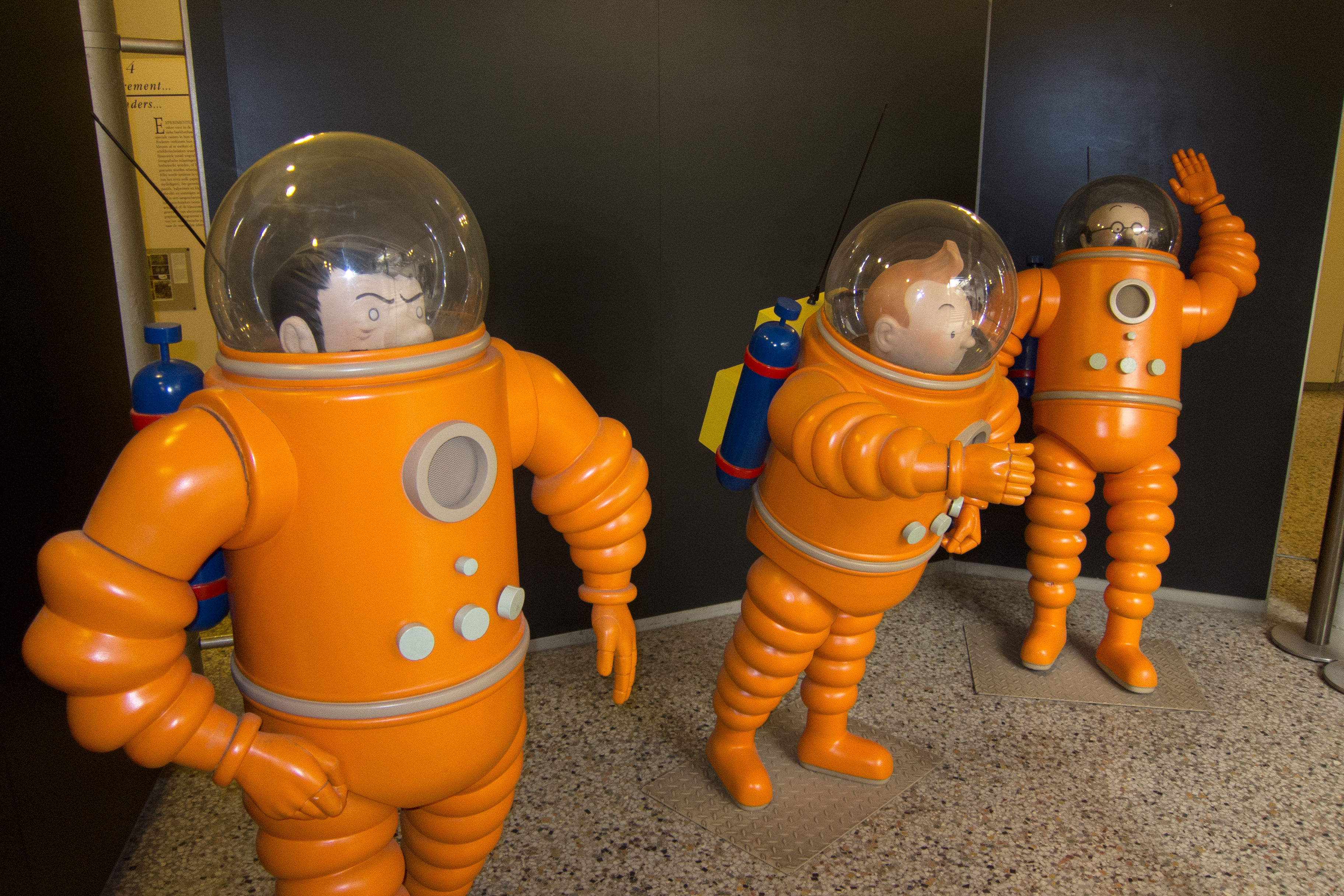
Le capitaine Haddock, Tintin et Tournesol dans leurs combinaisons spatiales, exposition au Centre belge de la bande dessinée.

De retour de voyage, Tintin et le capitaine Haddock apprennent que le professeur Tournesol, qui était censé rester au château de Moulinsart, est parti trois semaines auparavant pour la Syldavie. À leur arrivée, ils reçoivent un télégramme du professeur leur demandant de le rejoindre sans pour autant leur expliquer les raisons de son départ.
Arrivés en Syldavie, ils sont pris en charge depuis l'aéroport par un chauffeur et un valet de pied. Il s’agit en réalité des agents de la Zepo, les services secrets syldaves, dépêchés par le professeur, qui les conduisent vers une destination inconnue. Après plusieurs heures de route, ils se retrouvent bientôt dans une base secrète, le centre de recherches atomiques de Sbrodj, tapie au cœur des montagnes, et dirigée par M. Baxter. Là, ils retrouvent le professeur Tournesol qui les informe qu’il a été engagé pour conduire la réalisation d’une fusée lunaire dont il a conçu le moteur atomique, et qu’il s’apprête à utiliser pour se diriger vers la Lune. Bien malgré eux, Tintin et le capitaine Haddock acceptent de l’accompagner. Cependant, des événements anormaux se produisent : deux hommes parviennent à pénétrer en parachute dans la « zone interdite », et de mystérieux concurrents tentent de saboter le projet…
Deux hommes sont capturés, mais ce sont en fait les détectives Dupont et Dupond envoyés à la rescousse. En vérité, les deux parachutistes qui se sont introduits dans la zone de l’usine se font remettre par un complice mystérieux des informations concernant (on l’apprendra plus tard) le téléguidage de la fusée expérimentale X-FLR 6. Tintin, ayant anticipé cela, tente en vain de les arrêter, et se fait blesser par balle (mais finira par se rétablir). Le reporter et ses compagnons comprennent alors qu’il y a un traître parmi le personnel de la base.
La X-FLR 6, radioguidée depuis la base, décolle et fait le tour de la Lune en photographiant sa face cachée (qui est invisible depuis la Terre). C’est alors que des bandits prennent le contrôle du radioguidage de la fusée afin de s’en emparer. Pour éviter cela, Tournesol déclenche un système d’explosion à distance qu’il avait rajouté sur la fusée sur recommandation de Tintin. La X-FLR 6 est alors détruite avant d’avoir pu être récupérée par les bandits. Néanmoins, l’essai reste concluant et Tournesol décide de s’engager dans la construction de la fusée qui permettra à lui, à Tintin, au capitaine Haddock, à un des ingénieurs de l’usine nommé Frank Wolff – qui seconde Tournesol – et Milou de se rendre sur la Lune.
Les mois passent et le travail avance. Mais, au cours d’une dispute, Haddock traite le professeur  de « zouave ». Tournesol, fou de rage, lui fait alors visiter de force le chantier de la fusée lunaire. Malheureusement il est victime d’une chute accidentelle et celle-ci le rend amnésique. À moins qu’il ne guérisse, le voyage lunaire s'avère impossible. Finalement, Tournesol retrouve la mémoire, grâce au mot « zouave », à nouveau prononcé par Haddock.
Enfin, le jour du départ arrive. Tintin, Milou, Haddock, Tournesol et Wolff embarquent à bord de la fusée. Celle-ci décolle en emportant ses passagers, qui s'évanouissent sous l'effet de la poussée en direction de la Lune. À l’usine, Baxter et les autres membres s’inquiètent de ne recevoir aucune réponse à leurs appels radio.

## Fiche technique
- Type : Bande dessinée
- Scénario : Hergé
- Dessins : Hergé, Bob de Moor
- Éditeur : Casterman
- Lieux : Belgique, Syldavie
- Époque : 1953

## Création de l'œuvre
Hergé demanda dès 1947 à Jacques Van Melkebeke et à Bernard Heuvelmans de préparer une première version du scénario de l'aventure lunaire. Celle-ci fut rapidement abandonnée par l'auteur, qui n'en garda que quelques éléments, tels que le gag du whisky en boule ou l'excursion dans l'espace d'Haddock saoul. Hergé aurait volontairement brûlé ce scénario lors d'une balade avec Marcel Dehaye près de l'abbaye de Scourmont. Hergé reconnaît que Bernard Heuvelmans — qui l'avait déjà aidé sur L'Étoile mystérieuse et Le Temple du Soleil — a notamment apporté au scénario, outre des connaissances scientifiques, « plusieurs éléments et gags [:] l'apesanteur, le whisky qui se met en boule, Adonis et son satellite Haddock ». De ce projet, il ne reste qu'une première planche d'Hergé partiellement mise à l'encre, réalisée en 1948. Elle représente le professeur Tournesol dans les studios d'une radio new-yorkaise, où il raconte qu'il veut rendre visite à cette lune qui lui avait sauvé la vie chez les Incas dans Le Temple du Soleil. Dans cette version, il dirige l'opération depuis le centre américain de Red Mills (« Moulin rouge »), aidé en cela par le professeur Calys (apparu dans L'Étoile mystérieuse). Ce dernier joue un rôle similaire à celui de Frank Wolff, puisqu'il trahit son chef en vendant les secrets de la fusée lunaire afin d'acheter un diamant pour les beaux yeux de l'actrice américaine Rita Hayworth, qui a réellement existé. Hergé s'attelle l'année suivante à sa nouvelle mouture, aidé en cela par Bob de Moor et Albert Weinberg (futur créateur de Dan Cooper).
Amener ses héros sur la Lune est pour Hergé l’exotisme absolu. Dans les albums qui suivront, il utilisera plutôt l’univers qu’il a créé dans une phase « domestique » dont le point culminant sera Les Bijoux de la Castafiore.
Ce n’est pas la première fois qu’Hergé s’intéresse aux exploits aéronautiques, puisque les deux tomes de Stratonef H22 (1951) des Aventures de Jo, Zette et Jocko, y font référence.
Hergé a consulté un de ses amis, le scientifique Bernard Heuvelmans (s'aidant aussi de son essai L'Homme parmi les étoiles, paru en 1944), le livre Notre amie, la Lune de Pierre Rousseau (1943), ainsi que le livre L'Astronautique d'Alexandre Ananoff. Les travaux d'Auguste Piccard l'inspirent également. Alexandre Ananoff fut d'un grand secours pour le bédéiste, qui engagea avec lui une correspondance suivie, afin de valider ses hypothèses de travail. Hergé puisa dans les croquis du livre d'Ananoff des modèles pour les combinaisons spatiales et l'organisation du poste de pilotage, dont il fait faire une maquette très précise par Arthur Vannoeyen. Celle-ci servira aux dessinateurs et aux coloristes des Studios Hergé, afin qu'ils puissent représenter de manière cohérente l'intérieur de la fusée. La couverture du Tintin du 11 mai 1950 représente d'ailleurs discrètement L’Astronautique, posé sur un bureau au premier plan, en hommage à son auteur,.
On peut remarquer aussi que les parties de l’album Objectif Lune traitant de la réalisation du projet s’inspirent très largement du film Destination... Lune ! (Destination Moon, titre qui servira également pour la version anglophone de l'album) d'Irving Pichel (d'après le roman et sur un scénario de Robert A. Heinlein), sorti en 1950. Les décors du film ont été peints par le peintre Chesley Bonestell, dont le travail inspira aussi le dessinateur pour sa représentation des paysages spatiaux, qu'il découvrit dans le magazine américain Life et dans le belge Le Patriote illustré. L'illustrateur Chesley Bonestell, inspire aussi la conception des scaphandres et le char lunaire. Dans son ouvrage Tracé RG - Le phénomène Hergé paru en 1998, Huibrecht Van Opstal évoque un « détournement » du film ou d'un « comics » tiré du film, accusation reprise sur certains forums de tintinophiles.
La complexité et la longueur de l'aventure épuisent Hergé, qui risque la dépression nerveuse. Il décide de prendre une pause, qui dure dix-huit mois. Il explique notamment son absence dans une lettre, écrite depuis la Suisse où il se repose, accompagnée d'un dessin où il se représente fatigué, sonné, affalé dans un fauteuil, son matériel de dessin au sol.
Au sein des Studios Hergé, Bob de Moor réalise de nombreux décors de l'album, dont le centre de recherche syldave, les ateliers et salles de montage, la salle de tir, la tour de contrôle, et le pas de tir. Les tours de montage de la fusée, aux charpentes métalliques complexes, nécessitent onze jours de travail. Il dessine également la Terre vue de l'espace dans la large case montrant la fusée s'en éloigner.

## Parution

### Prépublication dansLe Journal de Tintin
Lors de la prépublication, Le Journal de Tintin fait un poisson d'avril en 1953 à ses lecteurs en annonçant que la « fusée du professeur Ananoff » serait exposée au stade du Heysel et que les lecteurs de l'hebdomadaire auraient droit à des invitations spéciales en raison de la participation d'Alexandre Ananoff à l'élaboration d’On a marché sur la Lune. L'article prétend qu'Alexandre Ananoff et Wernher von Braun ont conçu une véritable fusée lunaire, et présentent leurs projets dans toute l'Europe. La photographie l'accompagnant, représentant un scientifique en blouse à bord du poste de pilotage, est en réalité un photomontage intégrant un homme dans la maquette de la fusée conçue pour les Studios Hergé comme référence pour les décors. Le canular est révélé dans le numéro de la semaine suivante.

### Publication en album
Quelques modifications furent apportées entre la publication en planches dans le Journal de Tintin et la version en deux albums. Elles portent autant sur le découpage (vignettes déplacées, scènes coupées) que sur la réalisation même de certains gags (Haddock bute contre un rail et non sur une bonbonne, il n’est plus aspergé à travers une grille, etc.), pour une plus grande efficacité narrative.
Suivant les recommandations de scientifiques, le char lunaire qui était jaune dans la prépublication devient gris-bleu dans l'album, une couleur qui absorbe mieux le rayonnement solaire.
Au fil des éditions, la couleur de la fusée change : au départ d'un « rouge orangé plutôt falot », elle devient d'un rouge plus appuyé.

La lettre de suicide de Wolff est modifiée pour la parution en album, avec l'ajout d'une phrase optimiste. Telle qu'elle apparaissait dans la prépublication, sa lettre disait : « Inutile de me rechercher, vous savez bien que j'aurai disparu à jamais dans l'espace. » Dans la nouvelle version, Wolff a écrit ceci : « Quant à moi, peut-être un miracle me permettra-t-il d'en réchapper aussi. » Ce changement aurait été effectué à la suite de pressions exercées par Casterman et les milieux catholiques de l'époque. Hergé regrette plus tard cette modification : 

« Il fallait sortir de cette impasse et j'ai fini par céder, et par écrire cette sottise […] Il n'y a pas de miracle possible : Wolff est condamné sans appel, et il le sait mieux que quiconque. »

— Interview d'Hergé, 1970.
Outre son suicide, Frank Wolff est un personnage important dans l'histoire de la bande-dessinée pour enfants puisqu'il est l'un des premiers à être ambigu et non totalement dans le camp du « bien » ou du « mal ».
La couverture de l'album comporte une énorme erreur, jamais corrigée ultérieurement : la jeep conduite par Tournesol n'a pas de volant.
En 2019, les éditions Moulinsart publient dans un album intitulé Tintin : Les premiers pas sur la Lune l'intégralité de la pré-publication d’On a marché sur la Lune du journal Tintin.

## Aspects scientifiques des albumsObjectif LuneetOn a marché sur la Lune

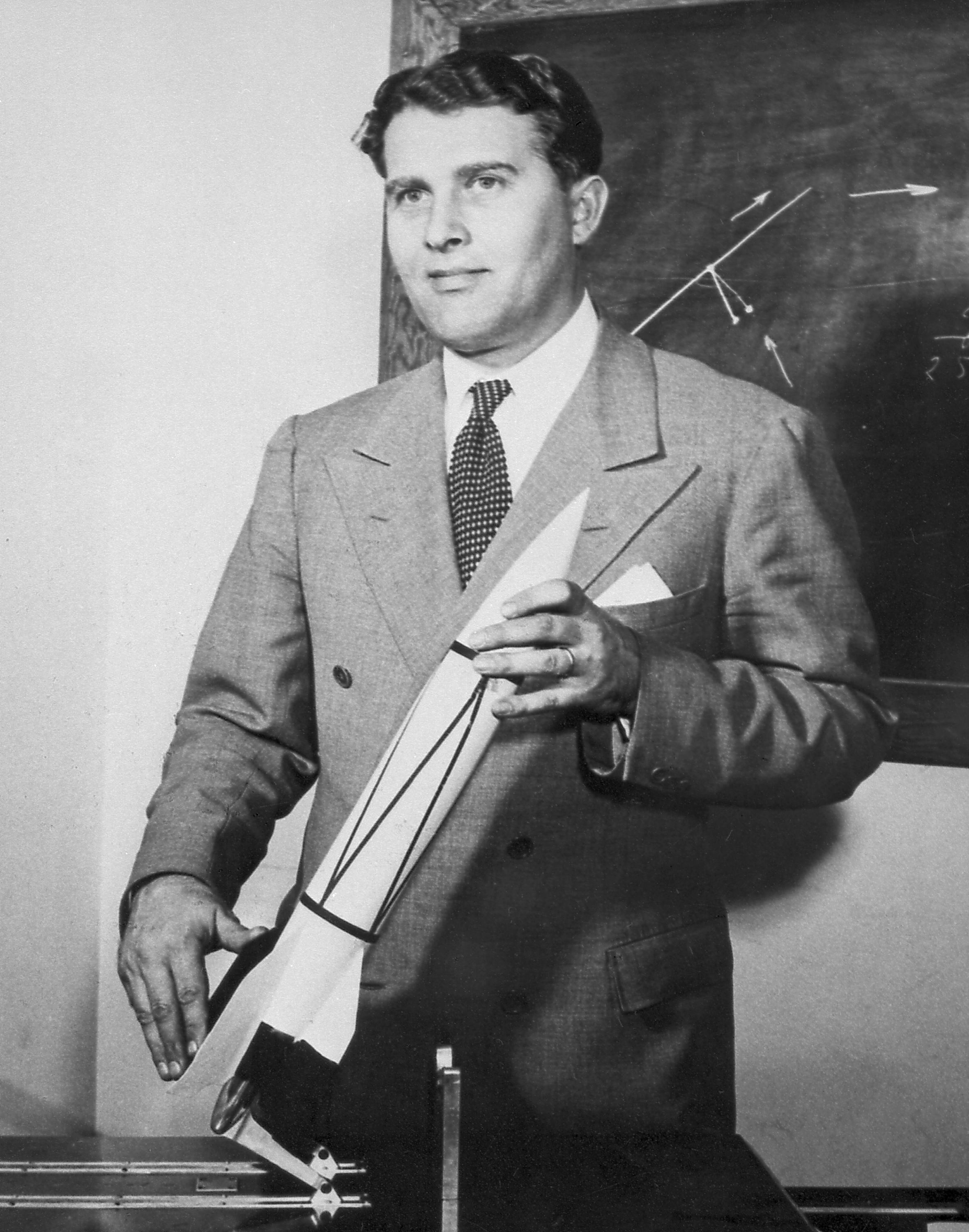
Le jeune Wernher von Braun portant une maquette d'un missile V2.

Ces deux volets de l’aventure lunaire furent publiés en 1954, quinze ans avant la mission Apollo 11, et trois ans avant même la mise en orbite du premier satellite artificiel, Spoutnik.
Les sources techniques de Hergé sont principalement les programmes et recherches de Wernher von Braun et Hermann Oberth, qui projetaient, dès avant-guerre, de provoquer un impact sur la Lune avec une fusée (un écho de ce projet se retrouve dans Z comme Zorglub de Franquin et Greg). Ce même Oberth se trouve être le conseiller technique du film de Fritz Lang La Femme sur la Lune (Frau im Mond, 1929), dont le scénario, les décors et les options technologiques (notamment la « manœuvre de retournement », solution envisagée par Oberth pour résoudre l’épineuse question de la gravité artificielle par accélération continue) se retrouvent presque intégralement dans Objectif Lune et On a marché sur la Lune.

### Le centre de recherche

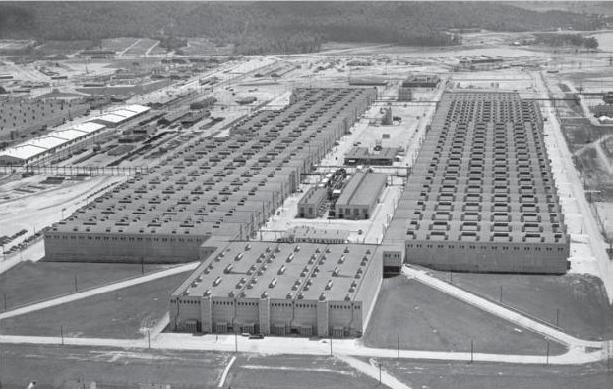
Usine de séparation de l'uranium d'Oak Ridge K-25 (vue depuis le nord).

L’extérieur du centre de recherche est en tout point semblable au centre de séparation de l’uranium d’Oak Ridge, qui fut un lieu servant à l’exécution du projet Manhattan dans les années 1940 aux États-Unis.
La pile atomique produisant du plutonium est similaire à celle du laboratoire d'Harwell développée en 1947, il aurait fondé ces dessins sur le réacteur atomique belge BR1 alors en projet dont la ressemblance est manifeste .
Lorsque les Dupondt surveillent l'installation de nuit, ils entrent dans une pièce où se trouvent des appareils semblables à des accélérateurs de particules de type Cockcroft-Walton.

### L’informatique de contrôle de vol
L’informatique de contrôle de vol de la fusée lunaire présente de très fortes similitudes avec l'IBM 604 de 1948.

### La X-FLR 6 et la fusée lunaire

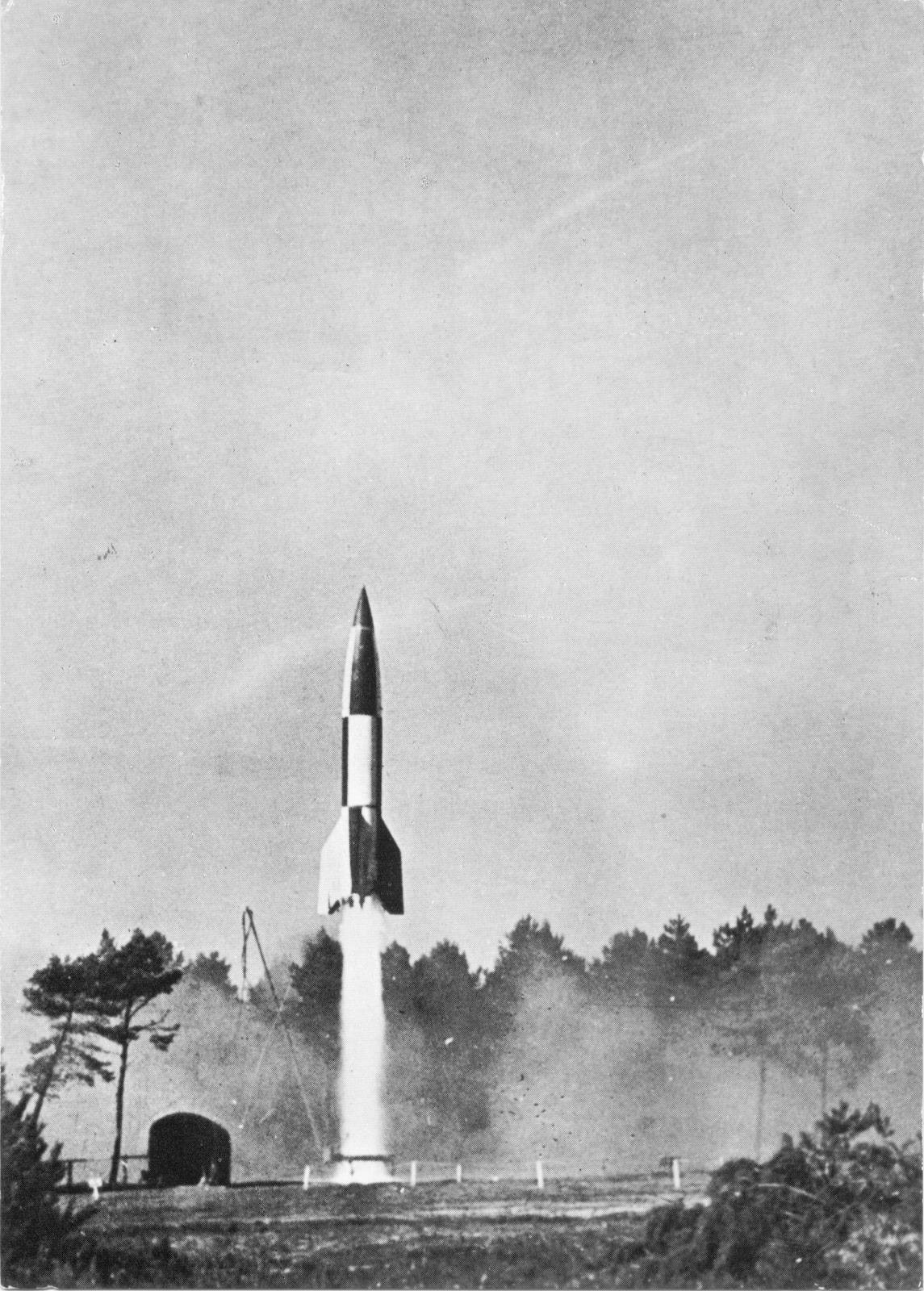
Un V2, source d'inspiration de la X-FLR 6 et de la fusée lunaire.

La conception des deux fusées est une variation d’un dessin assez classique de la science-fiction des années 1930 à 1950. Il s’agit d’un engin à étage unique capable de décoller et de se poser verticalement sur plusieurs ailerons qui font office de pieds. Il reprend la structure et les dessins à carreaux apparus sur la fusée allemande « V2 », utilisés pour conduire l’analyse des mouvements de l’engin à partir des films pris à l’envol. Le support est tripodique, contrairement aux quatre ailerons utilisés sur l’ensemble des fusées à décollage vertical de l’époque. Les couleurs typiques en quadrillage blanc et rouge se retrouvent sur la fusée Véronique, française, dérivée également de la V2.
La propulsion est chimique (acide azotique et aniline, précise le Professeur Tournesol) au voisinage de la Terre et nucléaire dans l’espace (la tournesolite, à base de silicone résistant à la chaleur de la désintégration nucléaire). Le fonctionnement plus précis de la propulsion n’est pas détaillé dans l’album, cependant, page 16, le Pr Tournesol explique : « Son principe ? Eh bien, imaginez une bombe atomique dont l'explosion, au lieu d'être instantanée, serait étendue sur plusieurs jours… » À titre de comparaison, les fusées Saturn V du programme Apollo fonctionnaient avec des propulseurs aux propergols, kérosène ou hydrogène liquide, et oxygène liquide.

### Le voyage
- À la dernière page de l'ouvrage, l'Observatoire annonce par radio à la Station de Contrôle que la fusée lunaire "vient d'atteindre la vitesse de libération, soit 9,133 km/s". Le concept est exact, mais la valeur pourrait être erronée si la fusée était encore à l'altitude de décollage [puisque la vitesse de libération y est de 11,2 km/s) ; or la distance de vol donnée à la planche 62 (case B2) est de 3 185 km, équivalant à un demi rayon terrestre. À cette altitude, la vitesse de libération est donc réduite à {\displaystyle ={\sqrt {\frac {2}{3}}}} (soit 82%) de celle de la surface de la terre, soit ~9,14 km/s (très sensiblement ce qu'avait calculé Hergé !).
Quoi qu'il en soit cette vitesse n'a pas vraiment d'incidence sur la trajectoire, puisque cette dernière n'est pas balistique, mais constamment en phase propulsée.

- Lors de la « manœuvre de retournement », la fusée devrait continuer sa rotation (il manque un moteur dans le sens opposé)[30].

### L'apesanteur

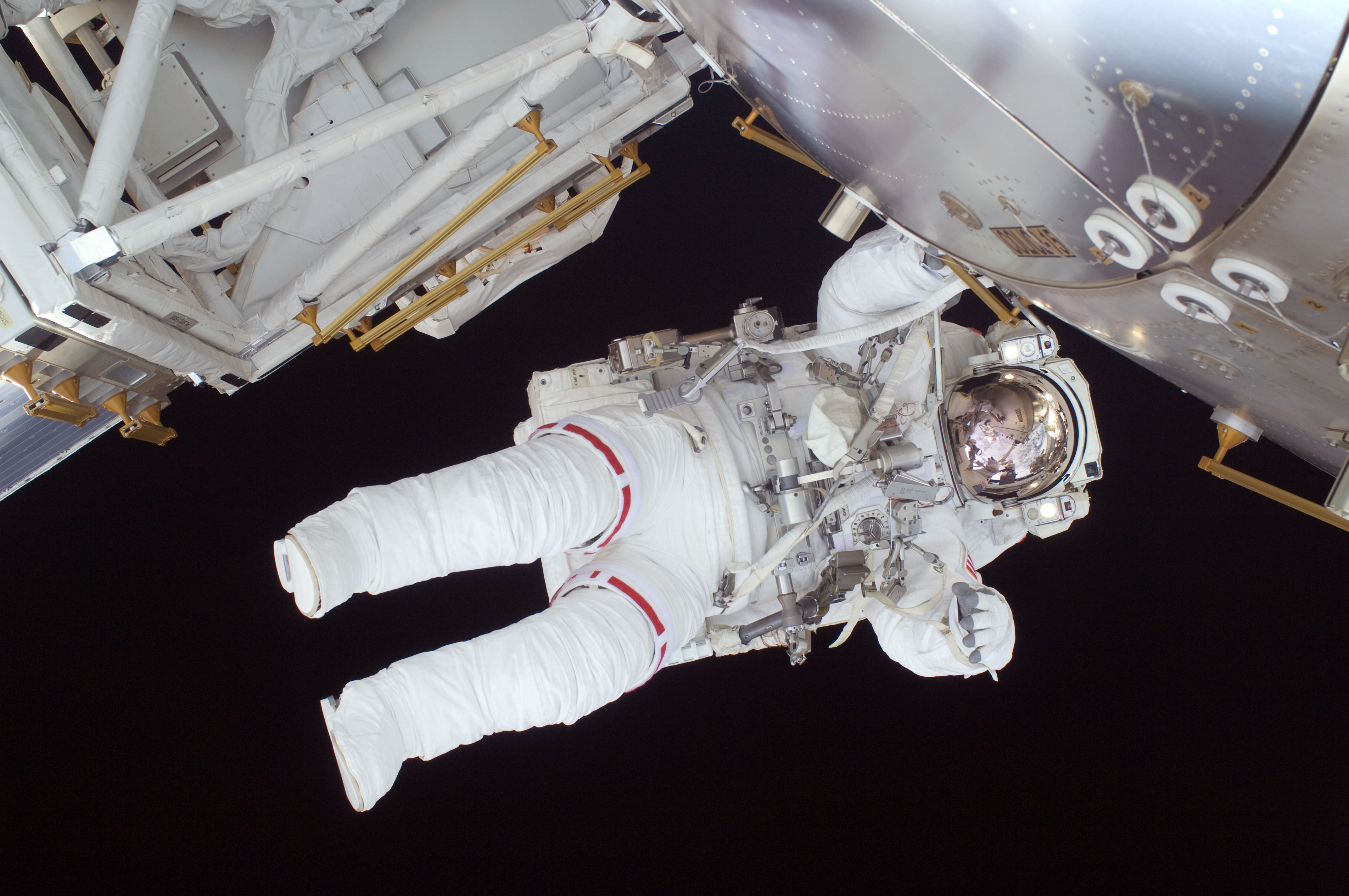
L'Américaine Nicole Stott lors d'une sortie extravéhiculaire.

Afin de maintenir la sensation de pesanteur au cours du voyage, l'accélération de la fusée est permanente. Une gravité artificielle est ainsi obtenue en application du principe d'équivalence.
Des coupures normales du moteur sont nécessaires pour retourner la fusée en vue des décélérations. Ces épisodes sont alors générateurs de gags illustrant les effets de l'apesanteur, tel le whisky du capitaine Haddock qu'il voit flotter hors de son verre et se mettre en boule. Ce gag a répandu une idée fausse : il est en fait assez difficile d'obtenir une boule de liquide en le séparant avec précaution de son contenant. En microgravité, les forces de van der Waals deviennent prépondérantes : l'attirance du liquide pour les surfaces est prédominante. L'expérience est contre-intuitive car, sur Terre, la pesanteur fait descendre les grosses gouttes d'eau le long des vitres ; par contre, les minuscules gouttes d'eau, légères, adhèrent suffisamment pour former la buée. Dans la Station spatiale internationale, on doit jouer sur l'inertie de l'eau pour séparer la goutte de la canule du sachet,,,.
La faible pesanteur lunaire est assez bien représentée lors des sorties extravéhiculaires, ainsi que la vie dans une combinaison spatiale. Le paysage lunaire, au ciel noir où les étoiles ne scintillent pas, est également assez fidèle.
L’absence de son sur la Lune (due à l'absence d’air ou de tout autre gaz) est aussi bien représentée quand, avertis par des projections de pierre, Tintin et Haddock se rendent compte de la chute d’une météorite à quelques mètres derrière eux, sans qu’ils l’aient entendue.

### Adonis
L’astéroïde Adonis existe bien, mais il ne se trouve pas entre la Terre et la Lune. De plus, lorsque le moteur de la fusée est arrêté, Adonis reste à proximité de celle-ci, ce qui voudrait dire que l’astéroïde se dirige vers la Lune. Enfin, compte tenu de la taille d’Adonis, la satellisation du capitaine n’est pas réaliste. Ajoutons aussi que lorsque les moteurs de la fusée sont arrêtés, celle-ci devrait être attirée de la même manière que le capitaine vers Adonis et on ne devrait pas voir le capitaine s'éloigner de la fusée mais les deux tomber en même temps vers l'astéroïde.

### Sur la Lune

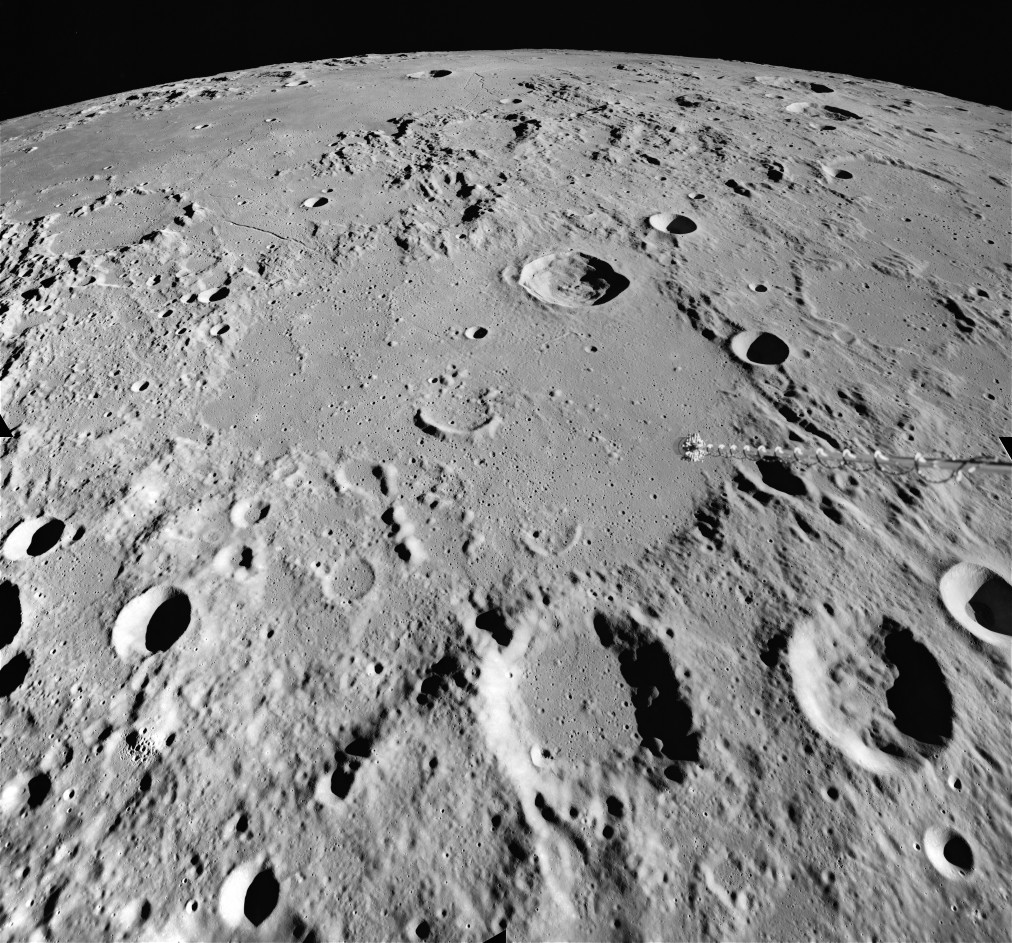
Le cirque Hipparque (au milieu de l'image).

Les reliefs lunaires sont très découpés contrairement à la réalité.
Tout au long du voyage et une fois sur la Lune, le clair de Terre manque nettement de nuages et ressemble davantage à une mappemonde.
La fusée blanche et rouge d'Hergé atterrit au milieu du cirque Hipparque, l'un des plus grands cratères lunaires. Le paysage est désertique, le ciel noir est rempli d'étoiles et la Terre brille au-dessus de l'horizon. La chaîne de montagnes visible au loin est sans doute la muraille du cirque, qui s'élève à près de 1 200 mètres au-dessus du fond. La fusée s'est posée entre deux petits cratères, au voisinage d'un escarpement rocheux qu'on aperçoit au premier plan. Le lieu choisi par Hergé pour l'atterrissage n'était pas particulièrement facile. Pour la mission Apollo 11, la NASA a recherché un terrain aussi peu accidenté que possible, cartographié en détail par les sondes Lunar Orbiter lancées entre 1966 et 1967.
De plus, depuis l’endroit où s’est posée la fusée (le cirque Hipparque), la Terre devrait apparaître au zénith.
La présence de grottes et de cavernes est attestée sur la Lune, mais il s'agit de tubes de lave. Il est impossible d'y trouver des stalactites et des stalagmites : même en partant de l'hypothèse que la Lune ait pu avoir, dans un lointain passé, une atmosphère assez consistante pour permettre à l'eau de rester liquide, ces concrétions ne se forment que dans les roches calcaires, qui n'existent pas sur la Lune. La présence de glace pure est encore incertaine (de plus, cette glace, perpétuellement gelée, ne devrait pas être glissante). La sonde américaine LCROSS (Lunar Crater Observation and Sensing Satellite), en s’écrasant à dessein sur la Lune en octobre 2009, a détecté des molécules d’eau gelées dans la poussière soulevée par l’impact. Début 2010, un radar a détecté aussi plus de 40 cratères remplis de glace sur la face cachée de la Lune, dans les zones d'ombre où la lumière du Soleil n’est jamais parvenue. À l’abri complet du Soleil (notamment sur les pôles), à des températures toujours inférieures à 200 K (−73 °C), la glace d’eau doit pouvoir perdurer des milliards d’années.

## Analyse

### Narration
Pour contrebalancer le lourd propos scientifique d’Objectif Lune, Hergé y mêle beaucoup d'épisodes comiques, visuels ou textuels. Ainsi, le capitaine Haddock fait figure de souffre-douleur en étant la victime dans de nombreux gags et les Dupond et Dupont multiplient les gaffes et moments ridicules. Le même procédé est employé pour tempérer la tension du second album du diptyque.
Le philosophe Rémi Brague, qui salue l'art du récit d'Hergé dans les aventures précédentes, considère le diptyque lunaire comme un échec. S'il reconnaît que le dessinateur fait preuve d'une grande maîtrise graphique, tant dans la finesse que dans la précision du trait, et que la tension dramatique ne se relâche pas au cours des deux aventures, il déplore « la temporalité qui gouverne le récit », qui est selon lui déterminée, voire imposée par la technique, de sorte que celle-ci n'est pas humaine : « Pour qu'il se passe quelque chose de vraiment humain, et donc pour qu'il y ait quelque chose à raconter, Hergé s'est vu obligé d'insérer des anecdotes qui interrompent la progression linéaire du récit ». Il prend pour exemple les Dupondt qui finissent par menotter un squelette lorsqu'ils enquêtent sur les intrusions à l'usine de Sbrodj, ou qui se font électrocuter en examinant une cabine à haute tension, autant de scènes « certes amusantes, mais [qui] sont parfaitement inutiles ». Sur un autre plan, Rémi Brague considère que « la domination de la technique se paie par une baisse de niveau humain chez les personnages qu'elle asservit ». Ainsi le professeur Tournesol perd de son charme en abandonnant temporairement sa surdité par le biais d'une prothèse. Le capitaine Haddock, qui connaît sa première « régression éthylique » depuis Le Crabe aux pinces d'or, apparaît dans une sorte d'ennui et de désœuvrement constant, et « se laisse embarquer sur une fusée sans avoir demandé avant de partir comment le voyage allait se dérouler ». Quant au personnage de Baxter, qui incarne « la logique technique dans sa pureté et son horreur », Rémi Brague le juge « totalement inutile ».
Pour le tintinophile suisse Jean Rime, Hergé ne se montre nullement visionnaire dans cette œuvre car, si les premiers pas de l'homme sur la Lune ne deviennent une réalité qu'après le succès de la mission Apollo 11 en 1969, le dessinateur « actualise intelligemment une vieille aspiration de l'humanité en train de devenir crédible en croisant un fonds de culture populaire avec la presse ou la vulgarisation scientifique la plus récente ».

## Remarques supplémentaires
- La fusée est très inspirée du film américain Destination... Lune ! réalisé par Irving Pichel et diffusé en 1950 sur grand écran.
- C'est la première apparition du nom « Docteur Rotule », qui sera mentionné dans Les Bijoux de la Castafiore.
- Edgar Pierre Jacobs prête ses traits à un ingénieur[41].
- Neuf autres titres avaient été envisagés pour cet album : Le Grand  Départ, Le Mammouth travaille, Opération Mammouth, Fusée lunaire ne répond plus, Sbrodj Zone interdite, Monsieur Tournesol fait le zouave, Destination Lune, Rien n’arrêtera Tintin, Tintin et la Fusée atomique[42].
- L'album apparait dans le film Ted de Seth MacFarlane. En effet, on peut apercevoir un des personnages, interprété par l'acteur Mark Wahlberg, allongé sur son lit, en train de lire la version anglaise de l'album, intitulée Destination Moon.
- Le lecteur peut se demander où les héros ont vécu depuis l’album Tintin au pays de l'or noir[43]
- Pour leur vol à destination de la Syldavie, Tintin et Haddock embarquent à bord d'un Douglas DC-6 ;
- l'hélicoptère du "contrôle volant" (BH-15) à rotors coaxiaux est un Hiller UH-4 "Commuter" ;
- l'avion transportant (et largant) les parachutistes ressemble à un Westland Lysander[44] ; ou, plus vraisemblalement (car le Lysander ne disposait que d'une seule place passager, et dont les ailes, par ailleurs très caractéristiques, diffèrent de celles, rectilignes, représentées à la planche 17 de l'album), un Piper PA-22 Tri-Pacer à train d'atterrissage classique, pouvant emmener trois passagers (les trois parachutistes).

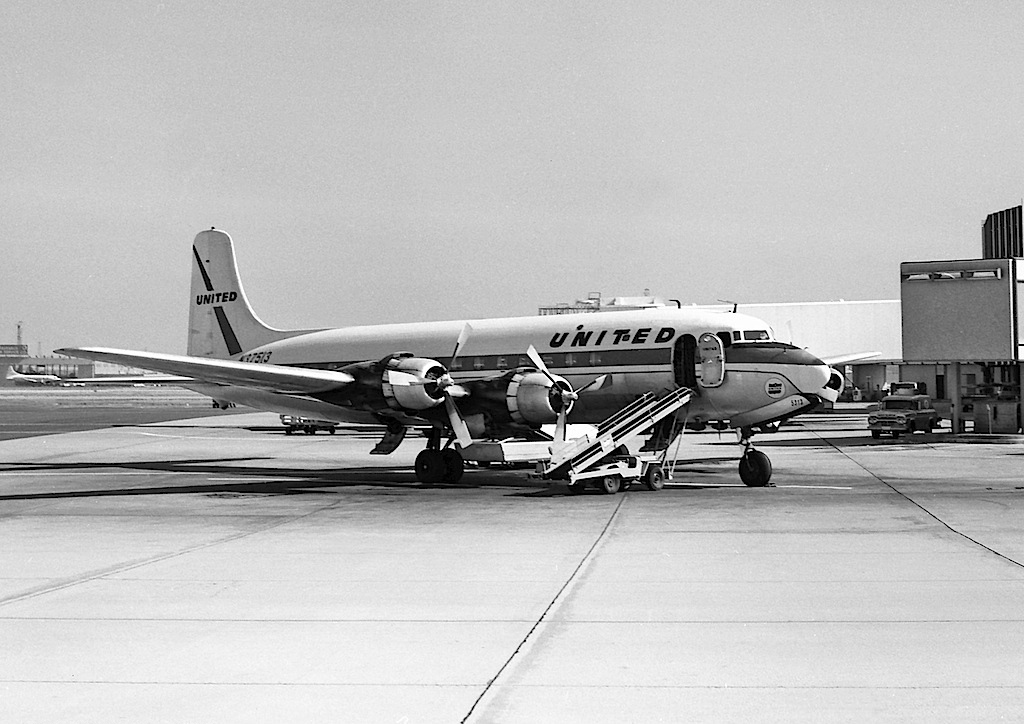
Un Douglas DC-6 de United Airlines
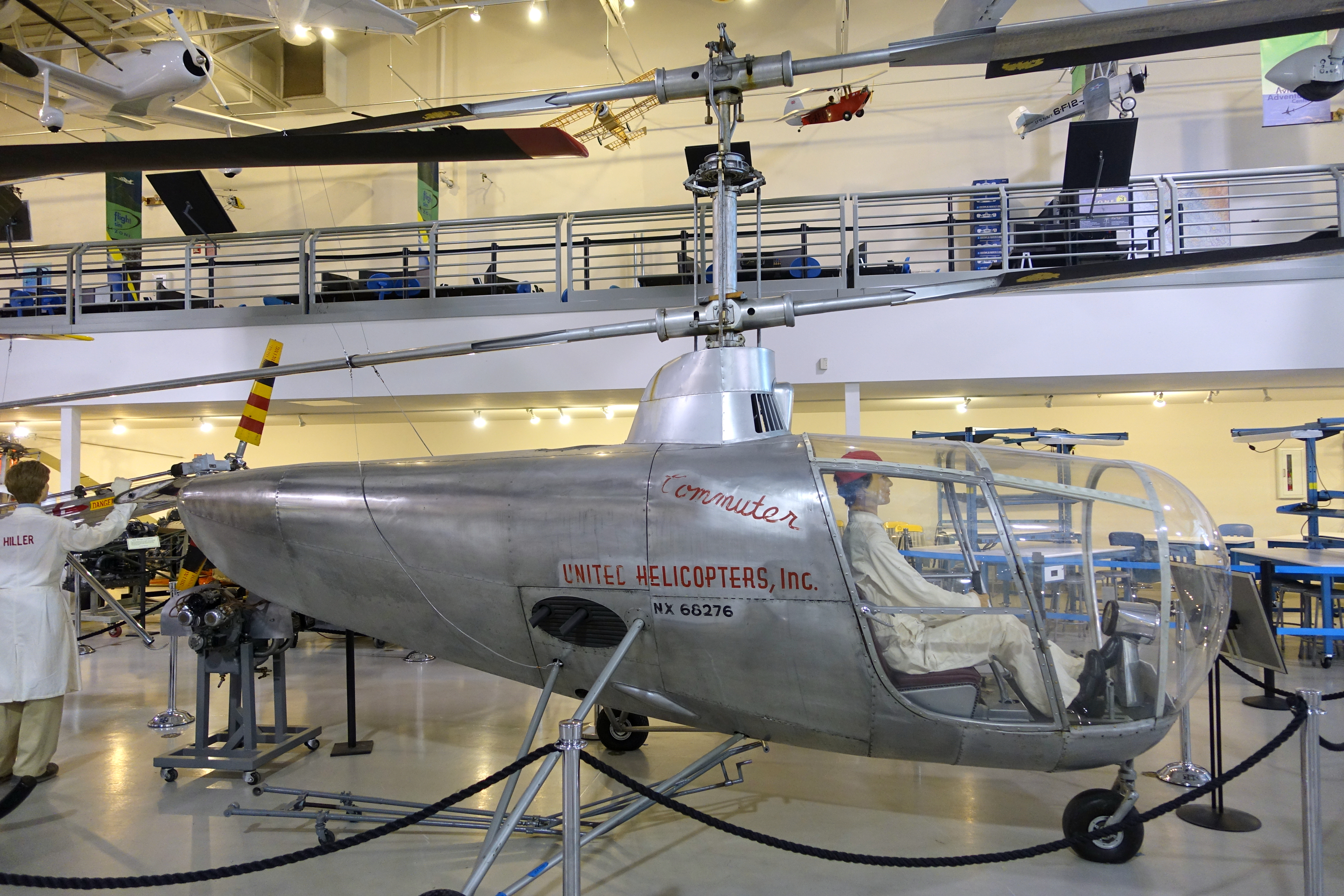
Un Hiller UH-4
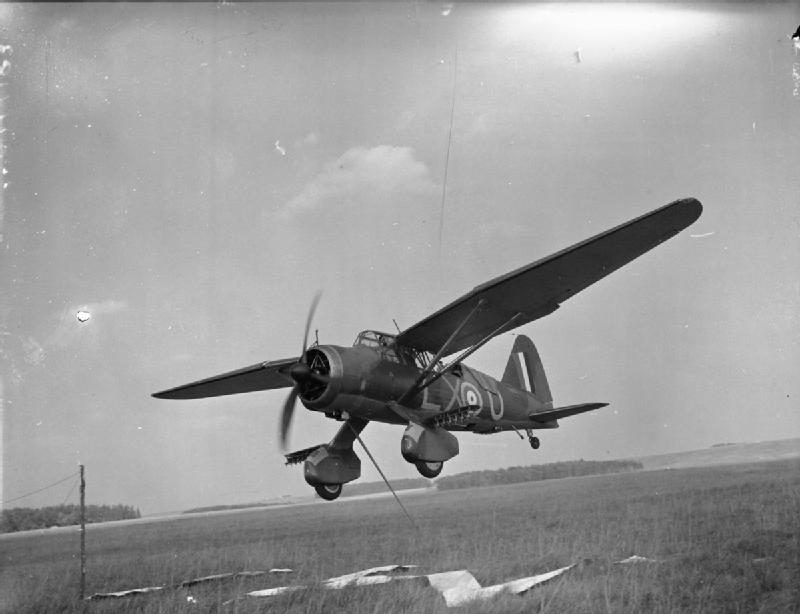
Un Westland Lysander en 1940
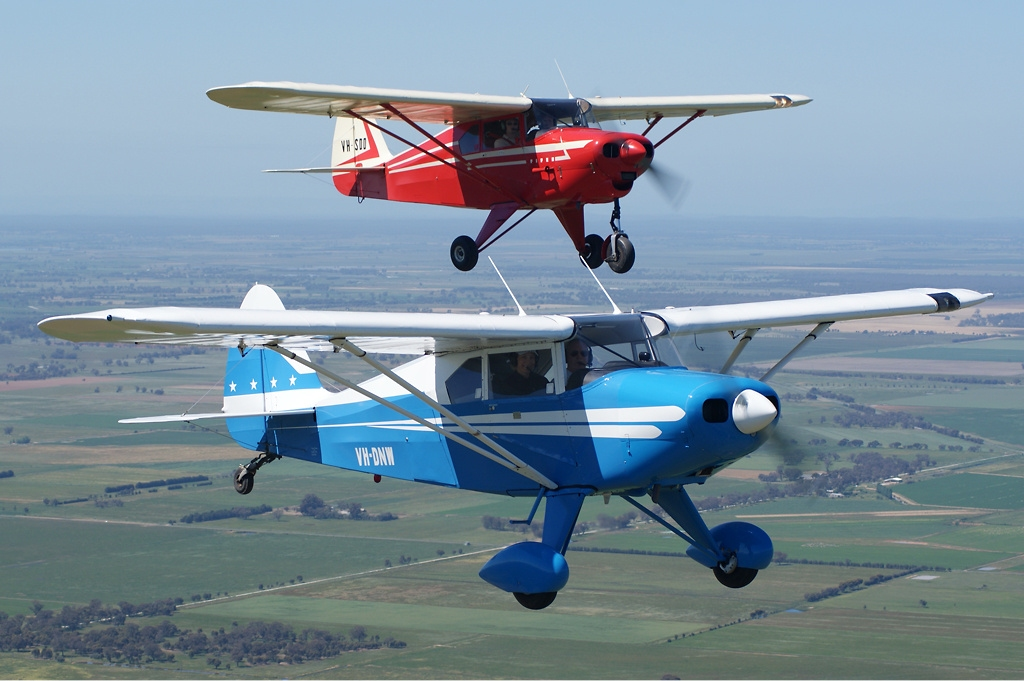
Piper Tri-Pacer ; le bleu, en avant-plan, est conforme à sa représentation dans l'album (roulette sur béquille de queue, et non sur jambe à l'avant).

## Adaptations

### Séries animées

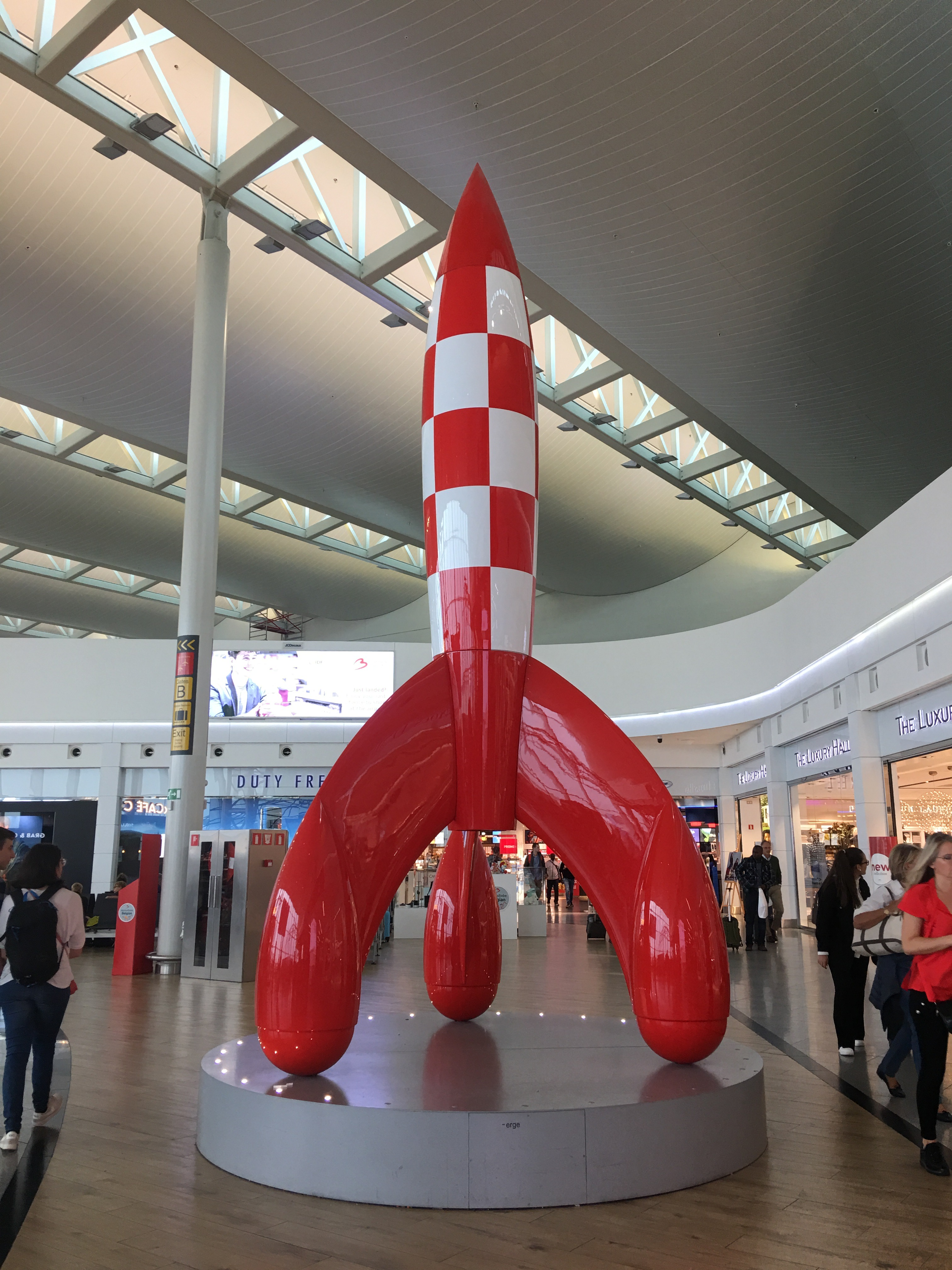
Fusée de Tintin à l'aéroport de Bruxelles

Cet album fut adapté dans la série animée de 1959 (couplé avec sa suite) et dans la série animée de 1992. Dans cette dernière adaptation, l'aventure commence dès l'arrivée de Tintin et du capitaine en Syldavie, contrairement à l'album où ils arrivent au château de Moulinsart et en repartent aussitôt après avoir reçu un télégramme de Tournesol. La série animée montre aussi l'arrivée du colonel Jorgen à Klow. Enfin, cet épisode contient une partie de l'histoire de On a marché sur la Lune. Si l'album d'Objectif Lune se termine alors que Tintin et ses compagnons sont toujours inconscients après le départ de la fusée, dans l'animé, l'aventure se termine après qu'ils ont tous repris connaissance et admiré la Terre depuis la fusée. Il y a plusieurs autres scènes de l'album supprimées dans la série dont : Haddock tente d'embarquer avec lui les bouteilles de whisky (il y sera parvenu) et du tabac pour sa pipe mais essuie le refus de Wolff, Baxter qui offre du champagne à Tintin, Haddock, Tournesol et Wolff pour leur souhaiter bonne chance pour leur voyage dans la fusée, les Dupondt menottant un squelette et Tournesol montrant le plan de la fusée à Baxter

### Fusée RG1
Le 11 août 1991 à Henri-Chapelle, une réplique de la fusée Tintin a décollé. Il s'agit de la RG1.

## Expérimentations contemporaines
En 2003, Jochen Gerner réalise Objectif Secret : une réinterprétation graphique oubapienne de l’ouvrage. Les 15 planches réalisées à la mine de plomb sur papier millimétré fixé sur carton feront partie intégrante de l’exposition collective OuBaPo exposée en mai 2003 à la galerie Anne Barrault à Paris. L’œuvre fera l’objet d’une acquisition par le FNAC du Ministère de la culture et de la communication en 2003 lors du FIAC, dans lequel la galerie est inscrite. L’œuvre est en dépôt depuis le 26 juillet 2004 au musée de la bande dessinée (Cité internationale de la bande dessinée et de l’image, Angoulême).

## Postérité

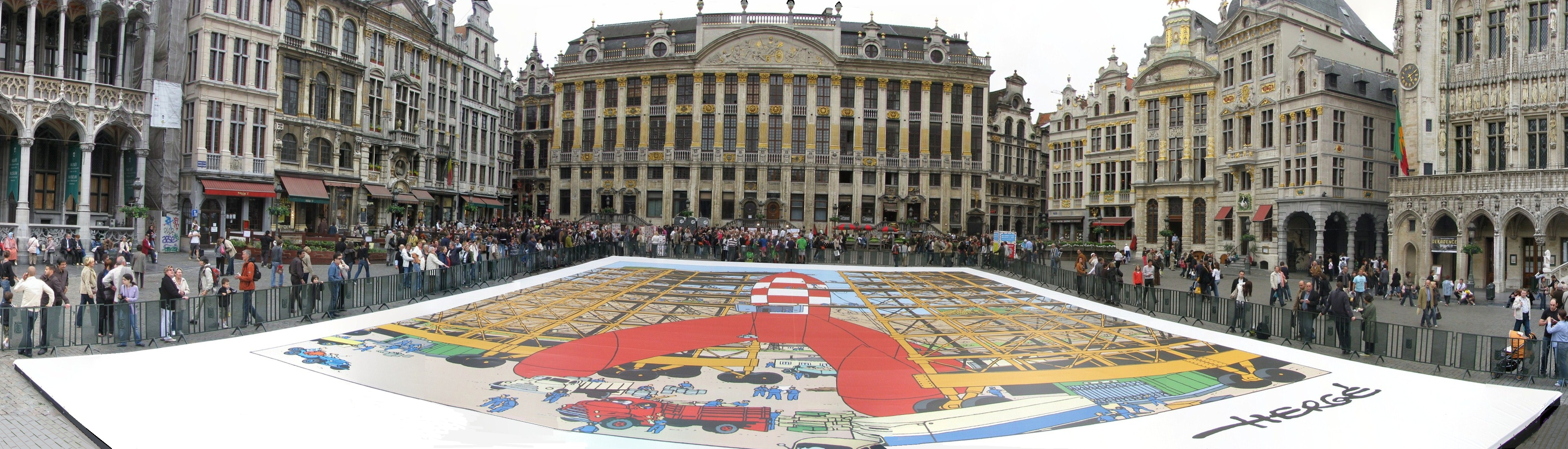
L'illustration pleine-page de la planche 42, étendue en tant que « plus grande planche de BD du monde » sur la Grand-Place de Bruxelles en 2009.

Au cours de l'« année de la bande-dessinée à Bruxelles », en 2009, une reproduction agrandie de la planche 42 de l'album, de 32 m de haut et 21 m de large, est étendue lors de la fête de l'Iris, le 7 mai 2009, sur la Grand-Place, établissant alors le record de la « plus grande planche de BD du monde ». Ce record a été depuis plusieurs fois battu,.

#### Éditions de l'album
- Hergé (préf. Dominique Maricq et Didier Platteau), Tintin et la Lune : double album + 16 p. d'archives, Paris, Casterman / Moulinsart, 2009, 140 p. (ISBN 978-2-203-03140-1). Double album réunissant Objectif Lune et On a marché sur la Lune agrémenté d'un dossier de seize pages sur la création de l'album, comprenant des archives, et contenant également la bande-dessinée de quatre pages réalisée par Hergé pour Paris Match à l'occasion d'Apollo 12.
- Hergé (préf. Yves Horeau, Jacques Hiron et Justo Miranda), Tintin : Les premiers pas sur la Lune, Bruxelles, Casterman, coll. « Éditions Moulinsart », 2019, 160 p. (ISBN 978-2-87424-433-9, présentation en ligne).

### Ouvrages sur l'œuvre d'Hergé
- Philippe Goddin, Hergé, Chronologie d'une œuvre, Éditions Moulinsart, 2000-2011, six tomes.
  - Hergé, Chronologie d'une œuvre : 1943-1949, t. 5, Bruxelles, Éditions Moulinsart, 2004, 420 p. (ISBN 978-2-87424-052-2).
  - Hergé, Chronologie d'une œuvre : 1950-1957, t. 6, Bruxelles, Éditions Moulinsart, 2009, 420 p. (ISBN 978-2-930284-99-6).
- Ils ont marché sur la Lune : de la fiction à la réalité, Paris, Casterman, 1985, 44 p. (ISBN 978-2-203-00402-3, OCLC 461689461)Exposition présentée au Centre Wallonie-Bruxelles à Paris du 13 juin au 9 septembre 1985
- Roland Lehoucq et Robert Mochhovitch, Mais où est le temple du soleil ? : Enquête scientifique au pays d'Hergé, Paris, Flammarion, 2003, 183 p. (ISBN 978-2-08-210325-1, OCLC 53803404)
- Paul Gravett (dir.), « De 1950 à 1969 : Objectif Lune / On a marché sur la Lune », dans Les 1001 BD qu'il faut avoir lues dans sa vie, Flammarion, 2012 (ISBN 2081277735), p. 163.
- Jean-Marie Embs, Philippe Mellot, Benoît Peeters et Hergé, Hergé, le feuilleton intégral, t. 11 : 1950-1958, Bruxelles, éditions Moulinsart / Casterman, 2015, 313 p. (ISBN 978-2-203-09824-4).
- Patrice Leconte, Tintin de A à Z, Paris, 2023, 131 p. (ISBN 978-2-20325-729-0).